# コンプリート・サーヴィス
『コンプリート・サーヴィス』 (COMPLETE SERVICE) は、イエロー・マジック・オーケストラ（以下、YMO）のライブ・アルバム。1992年11月21日にアルファレコードより発表された。

## 解説
1984年発売のYMOのライブ・アルバム『アフター・サーヴィス』の「完全版」と銘打ち、同アルバムの未収録曲を加え、1983年12月22日の公演での曲順に並べ替えたものである。
『アフター・サーヴィス』の未収録曲は、散開コンサートの放映権を購入していたNHKが12月22日当日にTV・FM放送用に収録した音源を使っている。『テクノ・バイブル』にも同じ曲が収録されているが、こちらとは収録の日付が異なる。
ブライアン・イーノがミキシングを手がけている。
「リンボ」のライブバージョンが収録されているのは、本作のみである。　

## 収録曲

### Disc 1
1. プロパガンダ（フル・ヴァージョン）
2. 東風
3. ビハインド・ザ・マスク
4. ソリッド・ステイト・サヴァイヴァー
5. 中国女
6. 音楽
7. フォーカス
8. シャドウズ・オン・ザ・グラウンド*
9. バレエ
10. パースペクティヴ*
11. ワイルド・アンビションズ
12. マッドメン*

### Disc 2
1. リンボ*
2. チャイニーズ・ウィスパーズ*
3. 希望の河
4. 邂逅
5. シー・スルー
6. 手掛かり
7. 以心電信
8. ファイヤークラッカー
9. 過激な淑女
10. 君に、胸キュン。
11. テクノポリス
12. ライディーン

1983年12月12日-13日　日本武道館での収録。*のみ1983年12月22日　日本武道館での収録。
（音源協力：日本放送協会、NHKサービスセンター）